# Arcátlan
Az Arcátlan (eredeti cím: Brazen) 2022-ben bemutatott amerikai filmthriller, amelyet Monika Mitchell rendezett, Nora Roberts Tünékeny szerelem című regénye alapján. A főbb szerepekben Alyssa Milano, Sam Page, Matthew Finlan, Malachi Weir és Colleen Wheeler látható.
Amerikában és Magyarországon 2022. január 13-án mutatták be a Netflixen.

## Cselekmény
Az ismert krimiíró Grace Miller üzenetet kap húgától, Kathleentől, akit öt éve nem látott, hogy jöjjön segíteni neki. Szó szerint az első elérhető repülőjáratot elkapva, nagyon gyorsan megérkezik.
Nem beszéltek arról, hogy miért hagyta el gazdag és befolyásos férjét, Jonathan Breezewoodot, és Kathleen a gyerekkori otthonukban él Washingtonban. A nőgyűlölőtől el akart válni, de a férfi visszautasította, és a gyógyszerfüggősége miatt nem tudta magához venni kisfiukat, Kevint. Most tiszta, középiskolai angolt és drámát tanít, és szüksége van Grace támogatására a teljes felügyeleti jogért folytatott harcában.
Mivel a nővérek társtulajdonosok a házban, Kathleen jelzálogot kér a ház felére. És homályosan megemlíti, hogy más dolgok után néz. Amikor kérdőre vonják, Kathleen zsarolásról beszél.
Ed Jennings gyilkossági nyomozónak van egy szabad hete, ezért felújítja a házát. Ed és Grace találkoznak, és azonnal összemelegednek. Találkoznak, azzal az ürüggyel, hogy egy sztoriötlet miatt konzultál a férfival. Visszamennek Kathleen szomszédjához, és Grace megtalálja a lány élettelen testét. Ed odasiet, és segít a többi rendőrnek a nyomozásban, és megengedi, hogy Grace aznap este nála maradjon.
Miután átkutatják a házat, felfedezik, hogy Kathleen dominaként dolgozott a Fantasy Inc. weboldalon. Másnap összeszedi a holmiját a házból, Grace átbeszéli Eddel a megfigyelt részleteket, aki szintén válaszol néhány kérdésére. Jennings nyomozó és társa, Ben megtudják, hogy Kathleen előadóművésznő neve Desiree volt, és sok ügyfele volt. Mivel a cég kicsi és családi vállalkozás, az előadók adataihoz való hozzáférés korlátozott.
Kathleen iskolájába látogatva néhány diák részvétét fejezi ki Grace-nek. Összeszedi a holmiját, és megtalálja a papírokat, amelyeket a férje ellen akart felhasználni. Az iskolán kívül Jerald Baxter, egy szenátor fia megkérdezi Grace-t, mit tud Kathleen haláláról, de a lány nem mondja el. Elmondja neki, hogy egyik nap hallotta, amint a gondnok, Billy Sachs feldühítette a lányt. Grace odalép Billyhez, aki bevallja, hogy unokatestvérénél, Richie-nél, a Fantasy Inc. webkamera-technikusánál fedezte fel, hogy Kathleen Desiree.
Egy másik előadót megölnek, a holttestet Desiree-éhez hasonlóan fektetik le. Ezt a holttestet úgy fedezték fel, hogy egy rögzített ülés közben ölték meg, és az ügyfele hívta a 911-et. Most már sorozatgyilkosságnak tartják az esetet.
Grace odamegy Jonathánhoz, aki ragaszkodik ahhoz, hogy szilárd alibije van. A férfi tudott a mellékállásáról is, és kurvának nevezi, ezért Grace megüti. Grace megmondja neki, hogy ne jöjjön el a temetésre, de a férfi semmibe veszi. Ott szembesíti a férfit, és a diákok megfigyelik. Jerald elidőzik a koporsó mellett. Elolvassa a virágokkal küldött lapokat, az egyiket Desiree-nek címezték.
Grace odalép Rivera kapitányhoz, megmutatja neki a kártyát, és felajánlja szolgálatait a nyomozáshoz. Arra a segítségre hivatkozva, amit a New York-i rendőrségnek nyújtott, amely egy olyan ügyet fejezett be, amelyen hónapokig dolgoztak, és amelyet három nappal azután oldottak meg, hogy ő csatlakozott hozzájuk, felajánlja magát, mint eszközt. Miután Grace tesz néhány tömör észrevételt, a kapitány felveszi őt tanácsadóként.
Újabb előadót támadnak meg, de ezúttal ő vágja le a támadót, aki elmenekül. Részletesen leírja a magas, fehér tinédzsert és az óráját. Visszatérve a diák Rand házához, találnak egy órát, amire illik a leírás, sérülés van a karján, és a mérete is egyezik. Befogadják, de a vércsoportja nem egyezik. Miután Grace újra beszél Billyvel, az bevallja, hogy Rand és Richie egy pár, bár ő még mindig zárkózott.
Aznap este Grace és Ed kiélte vonzalmát. A másnap reggeli eligazításon, miután Ben beszámol Rand törvényes alibijéről, Grace azt javasolja, hogy Desiree-nek adva ki magukat, csalogassák a gyilkost. Közben Jerald a birkózóedzés után súlyosan megveri Randet, miután az azt mondja, hogy Kathleen megszállottja volt.
Az MPDC leállítja Grace csapdaakcióját, mivel elég bizonyítékuk van Jerald ellen. Míg Baxteréknél letartóztatják, miután feladták a csapdaakciót, Grace egyedül szembesül vele. Titokban élőben hagyja a számítógépet, és Jerald mindent bevall, még azt is, hogy meg akarja ölni a saját anyját. Amikor Grace közli vele, hogy a vallomását rögzítették, a feldühödött tinédzser folytatja a fojtogatási kísérletet. Ed bejön, és agyonlövi a felfegyverzett Jeraldot.
Grace és Ed teázva és egymást élvezve ünneplik a győzelmet.

## Szereplők
| Szerep                        | Színész         | Magyar hang         |
| ----------------------------- | --------------- | ------------------- |
| Grace Miller                  | Alyssa Milano   | Kökényessy Ági      |
| Ed Jennings                   | Sam Page        | Miller Zoltán       |
| Ben                           | Malachi Weir    | Kálloy Molnár Péter |
| Jerald Baxter/ A hacker       | Matthew Finlan  | Miller Dávid        |
| Baxter szenátor               | Colleen Wheeler | Kocsis Mariann      |
| Stacey White                  | Lossen Chambers |                     |
| Kathleen Breezewood / Desiree | Emilie Ullerup  | Bozó Andrea         |
| Rivera kapitány               | Alison Araya    | Zakariás Éva        |
| Jonathan Breezewood           | David Lewis     |                     |
| Rand Morgan                   | Daniel Diemer   | Czető Roland        |
| Paul Morgan                   | Barry W.Levy    | Rosta Sándor        |
| Lisa Clark                    | April Telek     | Szőlőskei Tímea     |

### Magyar változat
- Magyar szöveg: Kis János
- Hangmérnök és vágó: Szabó Miklós
- Gyártásvezető: Farkas Márta
- Szinkronrendező: Kertész Andrea
- Produkciós vezető: Koleszár Veronika

A szinkront a Direct Dub Studios készítette el.

## A film készítése
2021 januárjában bejelentették, hogy Alyssa Milano lesz a főszereplője Nora Roberts Tünékeny szerelem című romantikus thrillerének játékfilmes adaptációjának, amelyet Monika Mitchell rendez.
Miután bejelentették, hogy Milano kapta Grace szerepét, Nora Roberts Facebook-oldalát elárasztották a rajongótáborának azon részei, akik kritikusan nyilatkoztak Milano szerepéről a #MeToo mozgalomban és Donald Trump kormányának kritikájáról.